# Ruta 5 (Paraguay)
La Ruta PY05 «General Bernardino Caballero» es una carretera paraguaya que conecta la zona norte de la Región Oriental con el extremo sudoeste del Chaco. Tiene una extensión de 595 km. y une a las 2 principales ciudades del norte, Concepción y Pedro Juan Caballero, además de unir algunas localidades del Chaco hasta Fortín Pilcomayo, frontera con Lamadrid, Provincia de Formosa, Argentina.
Es una de las principales vías de exportación del país hacia Brasil, y viceversa. Es la principal vía de exportación de soja, yerba y madera.
La ruta actualmente se encuentra en proceso de rehabilitación y mejoramiento por el Ministerio de Obras Públicas y Comunicaciones de Paraguay, ya que ésta estuvo abandonada por mucho tiempo, deteriorándose casi completamente.

## Cabinas de peaje
- km 81: Peaje Horqueta.

## Ciudades
Las ciudades y pueblos por los que atraviesa la ruta de oeste a este son:
| Kilómetro | Localidad                                       | Departamento     | Empalme |
| --------- | ----------------------------------------------- | ---------------- | ------- |
| 0         | Pedro Juan Caballero (frontera con BRA)         | Amambay          | PY17    |
| 20        | Cerro Corá (Ex Chirigüelo)                      | Amambay          |         |
| 64        | Cruce Bella Vista                               | Amambay          | PY08    |
| 103       | Yby Yaú                                         | Concepción       | PY08    |
| 136       | Arroyito                                        | Concepción       |         |
| 141       | Desvío a Paso Mbutú                             | Concepción       |         |
| 170       | Horqueta                                        | Concepción       |         |
| 194       | Desvío a Belén                                  | Concepción       |         |
| 212       | Concepción                                      | Concepción       | PY22    |
| 219       | Capitán José Bozzano (Ex Puerto Militar)        | Presidente Hayes |         |
| 258       | General Juan Bautista Ayala (Santa Elisa)       | Presidente Hayes |         |
| 275       | Coronel Carlos Fernández (Jakukai)              | Presidente Hayes |         |
| 312       | General José Antonio Ortiz (Desvío a Makxawaya) | Presidente Hayes |         |
| 343       | Coronel José María Cazal (Desvío a Yanekyaha)   | Presidente Hayes |         |
| 359       | General Luis Irrazábal (Pozo Colorado)          | Presidente Hayes | PY09    |
| 439       | Cruce Douglas                                   | Presidente Hayes |         |
| 494       | Fortín Mayor Ávalos Sánchez                     | Presidente Hayes | PY16    |
| 548       | Fortín General Díaz                             | Presidente Hayes | PY12    |
| 584       | Misión San Leonardo                             | Presidente Hayes |         |
| 595       | Fortín Pilcomayo (frontera con ARG)             | Presidente Hayes |         |

| Paraguay | Rutas Nacionales de Paraguay (recategorización por el M.O.P.C desde 2019) |  |
| --- | ------------------------------------------------------------------------- |  |
| PY01 - PY02 - PY03 - PY04 - PY05 - PY06 - PY07 - PY08 - PY09 - PY10 - PY11 PY12 - PY13 - PY14 - PY15 - PY16 - PY17 - PY18 - PY19 - PY20 - PY21 - PY22 |                                                                           |  |